# Dławienie
Dławienie jest zjawiskiem zmniejszenia się ciśnienia płynu przy przepływie przez przeszkodę w postaci zwężenia przekroju (np. przez zawór lub tarczę z otworem zainstalowana w przewodzie). Przy przepływie przez przewężenie prędkość płynu (szczególnie gazów) zwiększa się, ciśnienie i temperatura spadają. Za przewężeniem prędkość strugi gazu zmniejsza się na skutek tarcia wewnętrznego. Równocześnie podwyższa się temperatura i w pewnym stopniu ciśnienie, jednak nie osiąga ona wartości występującej przed przewężeniem. 
Podczas dławienia praca ekspansji czynnika zostaje zużyta na pokonanie sił tarcia (tarcie strug czynnika o ściany naczynia, tarcie pomiędzy przemieszczającymi się względem siebie strugami czynnika).
Proces dławienia wykorzystuje się w reduktorach ciśnienia, w aparatach mierniczych (np. do pomiaru wilgotności pary), chłodnictwie i klimatyzacji.